# Emma Paterson
Pour les articles homonymes, voir Paterson.
Emma Paterson, née Emma Anne Smith le 5 avril 1848 et morte le 1er décembre 1886, est une féministe et une pionnière du syndicalisme féminin en Angleterre. 

## Biographie
Emma Anne Smith est née à Londres le 5 avril 1848, fille d'Emma Dockerill et Henry Smith, directeur d'une école de St George's Hanover Square.  
En 1867, elle devient secrétaire adjointe du syndicat Working Men's Club and Institute Union (en). En février 1872, elle travaille pour la National Society for Women's Suffrage en tant que secrétaire. Elle démissionne de son poste en 1873, lorsqu'elle épouse Thomas Paterson , un ébéniste écossais et sculpteur sur bois, membre actif du Working Men's Club and Institute Union. C'est lui qui avait organisé l'exposition internationale des métiers d'art, à Londres, en 1870. Le couple se rend aux États-Unis pour leur voyage de noces. 
En 1874, Emma Paterson fonde la Women's Protective and Provident League, qui vise à créer des syndicats dans tous les métiers où des femmes travaillent sur le modèle de la Female Umbrella Makers' Union de New York. Emma Paterson est secrétaire honoraire et organisatrice de la Women's Protective and Provident League jusqu'à sa mort. Les membres sont en grande partie des hommes et des femmes de la classe moyenne supérieure intéressés par la réforme sociale, dans un souci d'éducation des femmes au syndicalisme. Emma Paterson aide à organiser une grève à Dewsbury des tisserandes. 
À la suggestion d'Emma Paterson, une organisation similaire est créée à Bristol, appelée National Union of Working Women (en). Emma Paterson met l'accent sur l'importance des femmes dans le mouvement syndical et la Ligue a pour objectif de créer des syndicats réservés aux femmes. Cela est une réponse face à la résistance de certains syndicats traditionnels, qui pensent que les femmes ne doivent pas travailler. 
Le premier syndicat de femmes fondé par la ligue à Londres fut celui des relieuses en 1874. La création de syndicats de tapissières, de fabricantes de chemises, de tailleuses, de couturières suivent rapidement. En 1875, Emma Paterson est déléguée au Congrès des syndicats de Glasgow en tant que représentante des syndicats de relieuses et de tapissières. Aucune femme n'avait été admise au congrès auparavant. Elle assiste à tous les congrès, sauf celui de 1882 jusqu'à sa mort. Par son habileté, elle arrive à surmonter les préjugés des délégués ouvriers contre les militantes. Au nom de la Ligue, elle s'adresse à plusieurs reprises lors des réunions publiques à Londres, Oxford et dans d'autres villes des provinces. À partir de février 1876, elle édite le Women's Union Journal, un compte rendu mensuel des débats de la ligue. En 1876, Emma Paterson fonde la Women's Printing Society à Westminster. Elle y consacré toute son énergies à gérer ce syndicat et cela et à maîtriser le métier d'imprimeur. 
Les revendications des syndicats de femmes de la Ligue sont les mêmes que celles des autres syndicats masculins. La ligue demandent en plus des prestations de maternité, des foyers coopératifs pour les femmes qui travaillent et le vote pour toutes les femmes, pas seulement les femmes propriétaires. 
Le mari d'Emma Paterson décède le 15 octobre 1882. En 1886, elle publie, avec un mémoire, un ouvrage posthume, A New Method of Mental Science.    
En 1891 ou 1903, la Women's Protective and Provident League est renommée Women's Trade Union League. L'échec du mouvement syndical à intégrer les femmes reflète le contexte de la société.

## Hommages
- The Dinner Party, œuvre de Judy Chicago réalisée de  1974 à 1979, rend hommage à 1 038 personnalités féminines. Emma Paterson en fait partie[5].